# 동민수
동민수(董敏秀, 1872년 2월 3일 ~ 1919년 3월 15일)는 대한제국 독립운동가이다. 본관은 광천(廣川).

## 별칭
호(號)는 하가(下加)·지명(池明)이며 청나라 만저우 지방 지린 성 지린 거주 시절 중국어 가명은 둥셴쭝(董咸宗, 동함종)이다.

## 생애
함경도 명천군 下加面 池明里에서 출생하였으며 1890년 음서로 천거되어 1890년 3월에서 1893년 6월까지 조선국 하급 관료(함경도 혜산군 예하 군서기관)를 지낸 후 1893년 6월 조선국 하급 관료 직책을 그만둔 후 1893년 10월에서 1896년 2월까지 청나라 만저우 지방 지린 성 지린과 청나라 만저우 지방 지린 성 창춘에 거주하였고 그 후 대한제국 성립과 을사늑약과 정미늑약 및 경술국치 등을 목도하였으며 1919년 3월 15일의 함경북도 명천군 하가면 화대동리(下加面 花臺洞里) 일대에서 전개된 대한 독립 만세 운동에 참여하였다. 1919년 함경북도 명천군 하가면 지명리 이곳에서는 1919년 3월 14일 당시 함경북도에서 전개된 만세 시위 중 최대 인파인 5천여명의 시위 군중이 화대헌병주재분소에서 시위를 벌이다가, 일본 헌병의 무차별 사격으로 인하여 5명이 현장에서 순국한 곳이다. 결국 이러한 만행 사건 소식을 들은 주민들은 분노에 치를 떨었는데, 이때 박승룡(朴承龍)·김성련(金成鍊)·허영준(許英俊)·김하용(金夏鏞) 등이 주동이 되어, 다시 대규모의 대한 독립 만세 시위를 전개하기로 결의하였다. 결국 1919년 3월 15일 다시 5천여명의 시위군중이 화대 장터에 모였는데, 이때 그는 오랜 병상에 있었음에도 불구하고, 전날의 시위 때 동포가 일제의 흉탄에 죽었다는 소식을 듣고서는 죽음을 각오하고, 결국엔 새 옷으로 갈아 입고 결연히 병상을 떨치고 일어나, 시위 군중과 함께 대한 독립 만세를 외치며 함경북도 명천군 하가면사무소로 행진하였다.
함경북도 명천군 하가면사무소에서 일제의 앞잡이가 되어 주민들을 괴롭혔던 함경북도 명천군 하가면 면장 동필한(董弼漢)을 끌어내어 만세를 부르라고 강요하니, 겁에 질린 면장 동필한은 헌병주재분소로 도망쳤다. 이에 대한 독립 만세 시위 군중은 헌병주재분소에 가서, 독립만세를 외치면서 하가면장 동필한을 내 놓을 것을 요구하였다. 그러자 함경북도 길주(吉州) 헌병대에서 지원을 나온 헌병 제27연대 소속 기마헌병 13명이 경찰과 함께 시위군중에 무차별 사격을 가하였으며, 이때 선두에 섰던 그는 현장에서 사살되어 순국하였다.

## 사후
대한민국 정부에서는 고인의 공훈을 기리고자 1983년 6월 6일을 기하여 대한민국 대통령 표창장을 1991년 3월 1일을 기하여 대한민국 건국훈장 애국장을 각각 추서하였다.